# Kuvetjärnen (Nössemarks socken, Dalsland, 656671-127314)
Kuvetjärnen är en sjö i Dals-Eds kommun i Dalsland och ingår i Göta älvs huvudavrinningsområde.